# Tricia O'Neil
Tricia O'Neil (Shreveport, 11 marzo 1945) è un'attrice statunitense.

## Biografia
Nata a Shreveport in Louisiana, la O'Neil inizia la sua carriera come modella prima di diventare attrice. Fa le sue prime apparizioni in pubblicità televisive, prima di entrare a far parte del cast di popolari serie televisive. Nel 1971 riceve il premio Theatre World Award per la sua partecipazione al musical Two by Two con Danny Kaye. 
Compare in svariate serie televisie, apparizioni che includono, tra le altre, le serie: Colombo nell'episodio Un delitto pilotato (1978); Cuore e batticuore (1979); come stuntwoman in un episodio della prima stagione di Professione pericolo (1981); Mai dire sì (Remington Steele, 1982). Nel 1983 ottiene la parte della dottoressa Maggie "Mo" Sullivan nell'episodio Giornata infernale a Bad Rock, nella prima stagione della serie A-Team della NBC, ed è tra i pochi interpreti che ritornarono come ospiti in un episodio successivo, Manovre letali (1983). Appare poi nel ruolo di un'aggressiva giornalista nell'episodio Catch Of The Day della seconda stagione di Riptide (1984) e nel ruolo della proprietaria di un Wild West Rodeo Show itinerante nell'episodio della terza stagione di Airwolf, Annie Oakley (1985). Partecipa all'episodio pilota de La signora in giallo, Chi ha ucciso Sherlock Holmes? (1984), e appare successivamente in altri quattro episodi della serie.
Sul grande schermo partecipa ai film Piraña paura (1982) e Titanic (1997). 
Dal 1990 Tricia O'Neil appare nel franchise di Star Trek, è infatti l'interprete della prima comandante donna di una nave stellare chiamata Enterprise: Rachel Garrett, capitano della USS Enterprise NCC-1701-C, ne l'episodio della terza stagione della serie Star Trek: The Next Generation, L'Enterprise del passato (Yesterday's Enterprise, 1990), che sacrifica sé stessa, il proprio equipaggio e la propria nave, per sventare una guerra tra Federazione dei Pianeti Uniti e Impero Klingon. Il personaggio verrà in seguito omaggiato dalla Flotta Stellare erigendo una statua a sua immagine nel 2411, come appare nell'episodio della terza stagione della serie televisiva Star Trek: Picard, La prossima generazione (The Next Generation, 2023). Sempre per Star Trek, l'attrice interpreta inoltre la Klingon Kurak, nell'episodio della  sesta stagione di The Next Generation,  Sospetti (Suspicions, 1993) e della Cardassiana Korinas nell'episodio della terza stagione della serie Star Trek: Deep Space Nine,  La nave rubata (Defiant, 1994).
Sempre nell'ambito della fiction televisiva di fantascienza, Tricia O'Neil appare inoltre come Presidente dell'Alleanza Terrestre nel film per la televisisione Babylon 5: In the Beginning (1998).

## Filmografia parziale

### Cinema
- Libero di crepare (The Legend of Nigger Charley), regia di Martin Goldman (1971)
- La corsa più pazza del mondo (The Gumball Rally), regia di Charles Bail (1976)
- Piraña paura (Piranha Part Two: The Spawning), regia di James Cameron (1982)
- Ted & Venus, regia di Bud Cort (1991)
- Genghis Khan: The Story of a Lifetime, regia di Ken Annakin, Antonio Margheriti (1992)
- Titanic, regia di James Cameron (1997)

### Televisione
- Ellery Queen – serie TV, episodio 1x15 (1976)
- Colombo (Columbo) – serie TV, episodio 7x04 (1978)
- Charlie's Angels – serie TV, episodio 4x24 (1980)
- Cuore e batticuore (Hart to Hart) – serie TV, episodio 3x22 (1982)
- Professione pericolo (The Fall Guy) – serie TV, episodi 1x19-3x05 (1982-1983)
- A-Team (The A-Team) – serie TV, episodi 1x05-2x21 (1983-1984)
- Riptide – serie TV, episodio 2x03 (1984)
- MacGyver – serie TV, episodio 2x11 (1987)
- Mike Hammer investigatore privato (Mike Hammer) – serie TV, episodio 3x10 (1987)
- La signora in giallo (Murder, She Wrote) – serie TV, 5 episodi (1984-1991)
- Star Trek: The Next Generation – serie TV, episodi 3x15-6x22 (1990-1993)
- Star Trek: Deep Space Nine – serie TV, episodio 3x09 (1994)
- JAG - Avvocati in divisa (JAG) – serie TV, episodi 6x20-7x06 (2001)

## Riconoscimenti (parziale)
- Theatre World Award
  - 1971 - Theatre World Award per Two by Two

## Doppiatrici italiane (parziale)
Nelle versioni in italiano delle opere in cui ha recitato, Tricia O'Neil è stata doppiata da: 
- Aurora Cancian ne La signora in giallo[1]
- Fabrizia Castagnoli ne La signora in giallo[1]
- Anna Cesareni in Star Trek: Deep Space Nine[2]
- Cinzia De Carolis ne La signora in giallo[1]
- Vittoria Febbi in Star Trek: The Next Generation[3]
- Valeria Perilli ne La signora in giallo[1]
- Marina Tagliaferri in Ellery Queen[4]
- Marzia Ubaldi in Star Trek: The Next Generation[3]